# 李氏果属
李氏果属（学名：Leefructus）是一种已灭绝的被子植物，生活于距今约1.25亿年前的白垩纪早期，其化石于中国辽宁凌源的义县组地层中被发现。这也是迄今发现最早的真双子叶植物大化石。其形态特征十分接近现生的毛茛科植物。
李氏果属的属名来自该化石最初的收藏者李世铭。模式种名为优美李氏果（Leefructus mirus），种名因化石保存完好而得名。